# Puissance tribunicienne
La puissance tribunicienne, en latin tribunicia potestas, était, au temps de la république romaine, le pouvoir spécifique du tribun de la plèbe.
Cette prérogative comportait deux droits de blocage : l'intercessio, ou droit de veto opposé à une action ou une décision d'un autre magistrat, et l'auxilium, droit de porter secours à tout citoyen qui en fait la demande. À la fin du Ier siècle av. J.-C., Auguste détacha la puissance tribunicienne de la magistrature associée, en se la faisant accorder sans être lui-même tribun de la plèbe. Décerné à vie par le Sénat romain, ce pouvoir lui est renouvelé chaque année durant son principat, puis est accordé systématiquement à ses successeurs.

## Période républicaine

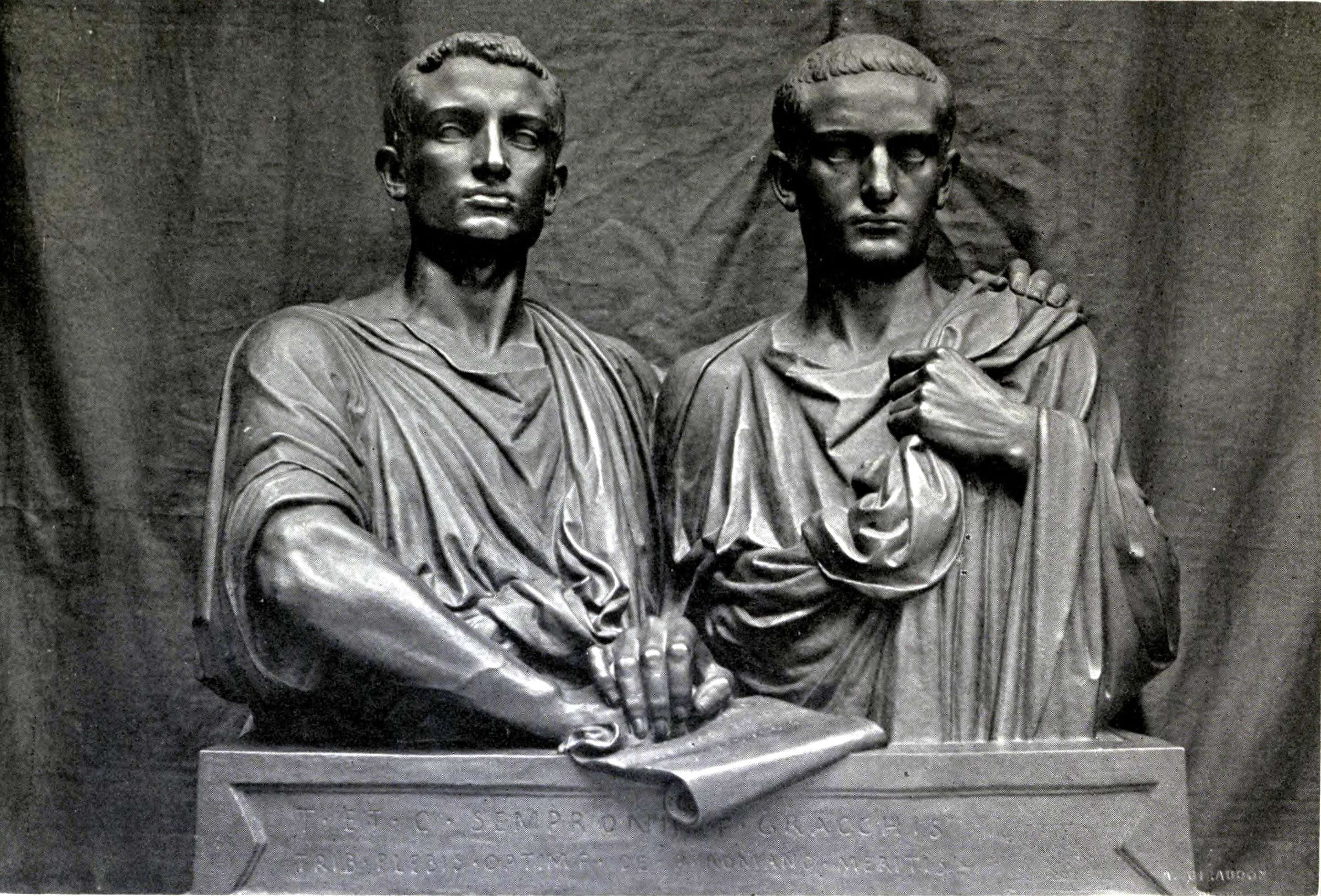
Les frères Tiberius et Caius Gracchus, tribuns de la plèbe en 133 et -123, bronze d'Eugène Guillaume, 1853, Paris, musée d'Orsay.

Différente de l’auctoritas, de la potestas traditionnelle des magistrats supérieurs et de l'imperium constituant le pouvoir de commandement civil et militaire, la définition de la puissance tribunicienne s'est faite tout au long de la période républicaine par l'élaboration progressive du tribunat de la plèbe et de ses domaines d'attribution. Des privilèges particuliers sont attachés à ce pouvoir :
- la sacrosanctitas (sacro-sainteté), droit reconnu officiellement en 449 av. J.-C., qui fait de celui qui la détient une personne sacrée et physiquement inviolable ; aucune coercition ne peut être exercée contre le tribun de la plèbe, et quiconque lui porte atteinte est maudit et passible de mort ;
- l'intercessio, droit de veto, s'opposant à une action ou une décision d'un autre magistrat ;
- l'auxilium, droit de porter secours à tout citoyen qui en fait la demande contre la décision coercitive d'un magistrat[2].

S'y ajoutent le droit de convoquer les comices tributes[réf. nécessaire], de proposer des lois et de publier des édits. En revanche, ils n'influent pas sur Sénat, et ne peuvent soumettre une question à l'ordre du jour de cette assemblée.
Le plus important est le droit d'intercessio, que le tribun de la plèbe peut exercer à l'encontre de tout magistrat, y compris le consul et les autres tribuns de la plèbe, ce qui lui donne un pouvoir de blocage politique considérable. Un cas de blocage total des institutions de la République romaine durant la période entre 376 et 367 av. J.-C.. est rapporté par Tite-Live, lors des tribunats de Lucius Sextius Lateranus et Caius Licinius Stolon. Leurs projets de loi élargissant les droits des plébéiens sont bloqués par le veto des autres tribuns de la plèbe, qui soutiennent la faction patricienne. Sextus et Licinius ripostent par un veto systématique sur la tenue des élections de magistrats autres que les tribuns de la plèbe, jusqu'à obtenir gain de cause,.
Le droit d'intercessio ne connait que deux limites :
- géographique, il ne s'exerce que dans le périmètre sacré du pomoerium et à mille pas au-delà[1] ;
- situation de crise, lorsque le pouvoir est confié temporairement à un dictateur, ce qui suspend l'exercice des autres magistrats et des tribuns de la plèbe.

Cette dernière limite devient sans effet car la dictature n'est plus accordée à partir du IIIe siècle av. J.-C., à l'exception de celles de Sylla puis de Jules César.

## Transition entre République et Empire
Jules César impose plusieurs évolutions de la puissance tribunicienne : il prend place aux côtés des tribuns de la plèbe lors de la réunion des comices tributes pour faire voter des plébiscites. Après s'être fait nommer dictateur à vie au début 44 av. J.-C., il se fait accorder la sancrosanctitas tribunicienne,. Son assassinat peu après met fin à ce premier cumul de pouvoirs.

## Période impériale
Octavien, fils adoptif de César et patricien par cette filiation, ne peut selon les usages devenir tribun de la plèbe. Il en acquiert progressivement les pouvoirs. Si les historiens tardifs Appien et Paul Orose indiquent qu'Octavien reçoit en 36 av. J.-C. la puissance tribunicienne, les historiens modernes rejettent leur témoignage comme approximatif et considèrent qu'Auguste bénéficie seulement de la sacro-sainteté à cette date, puis en 30 av. J.-C. du « droit d'assistance » (jus auxilii). Il devient Auguste en 27 av. J.-C. et reçoit en 23 av. J.-C. du Sénat romain le commandement militaire sur toutes les provinces (imperium) et la puissance tribunicienne complète, sans être lui-même tribun de la plèbe. Il esquive ainsi la collégialité avec les autres tribuns et la capacité d'intercessio qu'ils auraient pu exercer à son encontre. Il dispose de toutes les prérogatives civiles d'un tribun de la plèbe (mettre son veto sur les actes des magistrats, protéger les citoyens par l'auxilium, convoquer les assemblées, promulguer des édits). De surcroit, la limite géographique du pomoerium devient sans objet quand Auguste fait voter une dispense qui l'autorise à franchir cette limite et étendre sa puissance tribunicienne à tout l'Empire. Enfin, l'impossibilité pour un tribun de la plèbe d'intervenir au Sénat est compensée par le droit accordé à Auguste de soumettre de façon prioritaire une affaire à chaque réunion du Sénat. 
Tacite analyse avec clairvoyance cette évolution : « La puissance tribunicienne est le mot trouvé par Auguste pour désigner le pouvoir suprême afin de ne prendre ni celui de roi, ni celui de dictateur, tout en dominant par un titre quelconque tous les autres pouvoirs »,. Cette puissance tribunicienne lui est à la fois accordée à vie et renouvelée chaque année pour garder l'annualité des magistratures républicaines : il meurt en 14 apr. J.-C. après l'avoir revêtu trente-sept fois, ce qu'il mentionne lui-même dans ses Res gestae. Il en fait une étape pour officialiser son successeur, en partageant cette puissance avec Agrippa en 19 av. J.-C., puis après le décès de ce dernier, avec Tibère en 6 av. J.-C..
La puissance tribunicienne est donc le pilier civil du pouvoir impérial, l'autre de caractère militaire étant l'imperium. Les empereurs suivants prennent à leur tour la puissance tribunicienne chaque année, attribuée le 10 décembre pour la durée de l'année suivante. Elle figure sur les inscriptions officielles, abrégée en TR. P. ou TR. POT., pour TR(ibunicia) POT(estas), suivie de son numéro d'attribution, faisant un système de datation exploité par les historiens modernes. On les retrouve ainsi sur des documents épigraphiques administratifs de tous ordres : actes de Frères Arvales, diplômes militaires,, bornes milliaires.
À partir d'Antonin le Pieux (138-161), la mention de la puissance figure aussi sur les monnaies, permettant de dater leur émission à l'année près.

Aurei d'Antonin le Pieux célébrant ses puissances tribuniciennes
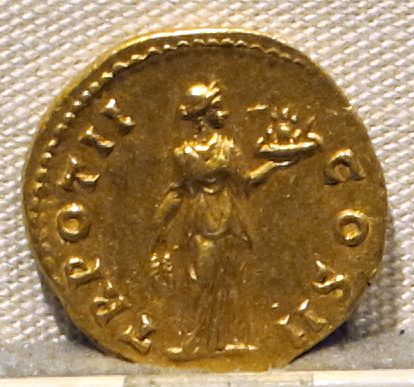
2e puissance tribunicienne, année 139
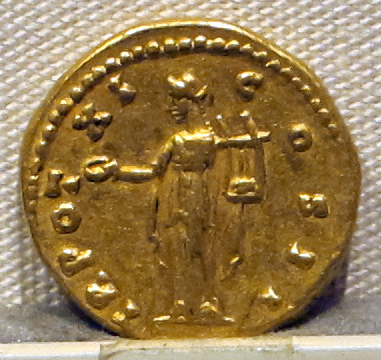
11e puissance tribunicienne, année 139
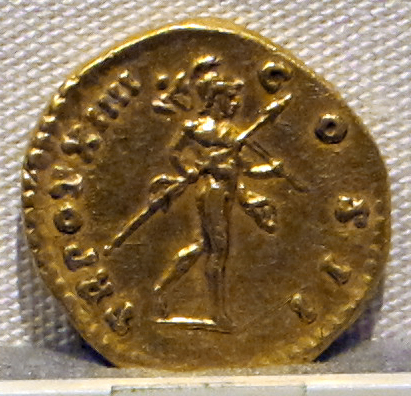
14e puissance tribunicienne, année 150/151
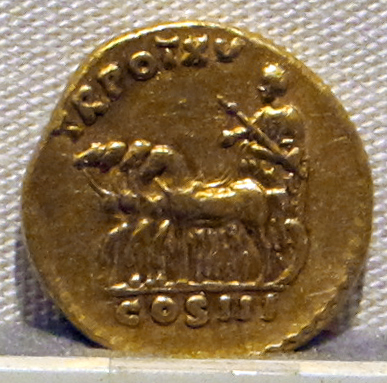
15e puissance tribunicienne, année 151/152
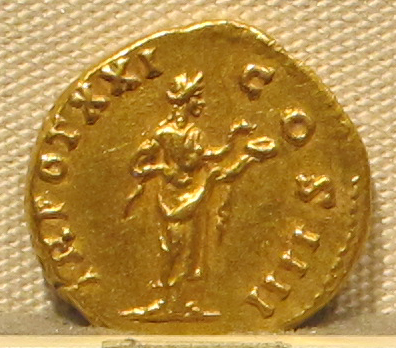
21e puissance tribunicienne, année 157/158

L'évolution du régime impérial en tétrarchie maintient l'attribution de la puissance tribunicienne pour chaque empereur. Elle reste décernée le 10 décembre pour l'année suivante, tandis que le consulat est attribué à partir du 1er janvier, d'où le fait que, parfois, des inscriptions qui se suivent chronologiquement confèrent le même chiffre de puissance tribunicienne à deux consulats successifs. Par exemple dans le cas de Maximien Hercule : TR. P. V COS II suivi de TR. P. V COS III,.